# Ernestina (Schiff)
Die Ernestina ist der älteste noch existierende Zweimast-Gaffelschoner einer Baureihe von Fischerbooten, die ursprünglich zum Fischfang an der Neufundlandbank eingesetzt wurden. Sie wurde später auch als Expeditionsschiff in die Arktis genutzt und dient heute als Museums- und Schulschiff im New Bedford Whaling National Historical Park. Sie ist seit 1983 im National Register of Historic Places eingetragen und besitzt seit 1990 den Status einer National Historic Landmark. Mit der Bowdoin existiert nur ein weiteres noch schwimmfähiges Segelschiff, das ebenfalls für die Erforschung der Arktis eingesetzt wurde.

## Beschreibung
Der 1894 als Effie M. Morissey gebaute Schoner wurde in seiner Form der 1889 vom Stapel gelaufenen Fredonia nachempfunden, die durch konstruktive Verbesserungen wesentlich stabiler im Wasser lag als die bis dahin vorherrschenden Gloucester-Klipper und eine neue Schoner-Bauform begründet hatte.
Das Boot bestand ursprünglich vollständig aus Amerikanischer Weiß-Eiche, deren Bretter und Planken mit Holz- und Eisennägeln sowie schwedischem Schmiedeeisen verbunden waren. Im Rahmen späterer Instandhaltungsarbeiten wurden Teilbereiche durch tropische Harthölzer bzw. Kiefernholz und die Holz- durch Eisennägel ersetzt. Die Kraweelbeplankung besteht aus 76 mm starken Eichenbrettern und wurde 1926 mit einer 5 cm dicken Schicht aus Lorbeerholz überzogen, um das Schiff sicher für die Arktis zu machen. Dieser Zusatzschutz wurde jedoch 1959 wieder entfernt und 1978 unterhalb der Wasserlinie durch einen Überzug aus Fiberglas ersetzt, der bis heute vorhanden ist. Der Rumpf wird durch einen 10 cm starken Längsbalken verstärkt.
Die beiden Masten aus dem Holz der Gewöhnlichen Douglasie sind 23 m bzw. 22,5 m hoch und weisen an ihrer stärksten Stelle einen Durchmesser von 50 cm (Hauptmast) bzw. 53 cm (Vormast) auf. Die Segelfläche entspricht seit 1986 mit 773 m² wieder der Originalkonfiguration der Effie M. Morissey.
Der Motor wurde erstmals 1927 installiert und mehrfach erneuert, bis er 1986 durch den heutigen Dieselmotor mit 290 PS ersetzt wurde. Er treibt eine einzelne Schraube mit 120 cm Durchmesser an. Unter Deck besteht der Schoner aus den drei Bereichen Vorschiff, Laderaum und Kapitänskajüte.

## Historische Bedeutung

### Effie M. Morrissey
Die amerikanische Fischereiindustrie hat ihren Ursprung in den Gewässern vor Neuengland und dort insbesondere in der Gegend um Gloucester, wo sich lange Zeit die größte Fischfangflotte der USA befand. Der beliebteste Schiffstyp des 19. und frühen 20. Jahrhunderts waren Schoner, die der 1889 von Edward Burgess entworfenen Fredonia nachempfunden waren. Die 1894 in Dienst gestellte Effie M. Morrissey gehörte zu diesem verbreiteten Typ und wurde nach der Tochter ihres ersten Kapitäns William Morrissey benannt. Sie „vereint Geschwindigkeit, Lagerkapazität, Manövrierfähigkeit, Seetauglichkeit und Eleganz in einer Ausgewogenheit, die nur selten erreicht wurde“.
Das Schiff diente die ersten 20 Jahre als Fischfänger an der Neufundlandbank, wo sie im Wesentlichen Kabeljau fing, der unter Deck sofort verarbeitet und mit Salz konserviert wurde. Nach einer guten Fahrt konnte sie bis zu 145 Tonnen Fisch im Hafen entladen.
1905 wurde sie an Ansel Snow verkauft und nach Digby, Nova Scotia verlegt, von wo aus sie mit einer kanadischen Besatzung weiterhin als Fischfänger eingesetzt wurde, ihren Fang jedoch in den USA – vorwiegend in Gloucester und Portland, Maine – verkaufte.
1914 ging die Effie M. Morrissey in das Eigentum von Harold Bartlett über, der sie in ein Frachtschiff umwandelte und sie für Transporte auf einer Route zwischen Neufundland und Labrador einsetzte. 1921 berichtete der National Geographic in einem Artikel über das Schiff. 1925 ging den Schoner an seinen Neffen Robert A. Bartlett, der es für seine berühmt gewordenen Expeditionen in die Arktis verwendete.

### Expeditionsschiff
Robert Bartlett unternahm 22 Fahrten in die kanadische Arktis, sechs in andere Arktisregionen, besuchte Sibirien und kommandierte Schiffe für Robert Edwin Peary und Vilhjálmur Stefánsson. 1909 begleitete er Peary und Matthew Henson bis 150 Meilen vor den Nordpol, die von dort aus die Reise ohne ihn fortsetzten.
Mit der Effie M. Morrissey segelte Bartlett insgesamt 16 Mal in eigener Regie in die Arktis und weitere vier Mal für die Bundesregierung der Vereinigten Staaten. Er wird als der erste Arktisforscher angesehen, dem wissenschaftliche Erkenntnisse wichtiger waren als neue Entdeckungen. Doch er konnte seine frühen Erfolge nicht verkraften und war 1924 alkoholsüchtig und ohne finanzielle Mittel. Ein Jahr später erholte er sich jedoch, als der damalige Vizepräsident der United States Rubber Company, James B. Ford, die Effie M. Morrissey kaufte und sie Bartlett zur Verfügung stellte, damit er wieder eine Aufgabe bekam. 1926 begann Bartlett mit jährlichen Arktisexpeditionen, die jeweils im Juni von Rye, New York aus starteten und von ihm 20 Jahre in Folge durchgeführt wurden. Die Reisen wurden teilweise von Institutionen wie der American Geographical Society, dem American Museum of Natural History oder der Smithsonian Institution finanziert.
Bartletts Seereisen wurden von der Presse gut und häufig dokumentiert. Pathé News veröffentlichte viele Wochenschauen über die „Abenteuer von Käpt’n Bob und seine kleine Morrissey“, und viele Magazine brachten Artikel über die Expeditionen. Bartlett selbst schrieb zwei Bücher und veröffentlichte 18 Artikel darüber.
1941 finanzierte das United States Bureau of Standards eine Expedition in den Norden, um vor dem Hintergrund des sich abzeichnenden Kriegs Radiowellen in der Arktis abzufangen. Während des Zweiten Weltkriegs vermaß Bartlett an Bord der Effie M. Morrissey die Küste Grönlands für die United States Navy und versorgte militärische und zivile Stationen in der Arktis, wobei er einmal auch Murmansk besuchte.

### Ernestina
1947 wurde das Schiff, nachdem es nach einem Feuerausbruch schwer beschädigt worden war, an die Geschwister Henrique und Louise Mendes und verkauft, die es nach New Bedford verlegten, instand setzten, zur Ehrung von Henriques Tochter in Ernestina umtauften und es ab 1948 als Paketschiff zwischen Neuengland und den Kapverdischen Inseln einsetzten.
Anfang der 1960er Jahre hatten Dampfschiffe die Segelboote auf der Linie zwischen den Kapverden und den USA weitgehend verdrängt, sodass der Betrieb der Ernestina unrentabel wurde. 1967 verkaufte Mendes das Schiff daher an Alberto Lopes, der es auf Handelsrouten zwischen den Inseln einsetzte.
1982 wurde die zwischenzeitlich erneut schwer beschädigte Ernestina von den seit 1975 unabhängigen Kapverdischen Inseln instand gesetzt und dem Commonwealth of Massachusetts als Geschenk übereignet. Anlässlich der Operation Sail 1986 segelte sie zu Ehren der Restauration der Freiheitsstatue und wurde 1988 vollständig restauriert.